# Lobobunaea turlini
Lobobunaea turlini är en fjärilsart som beskrevs av Lemaire 1977. Lobobunaea turlini ingår i släktet Lobobunaea och familjen påfågelsspinnare. Inga underarter finns listade i Catalogue of Life.